# Завалий, Иван Викторович
Ива́н Ви́кторович Зава́лий (18 сентября 1984, Ставрополь, СССР) — российский футболист, нападающий.

## Карьера
Воспитанник ставропольского училища олимпийского резерва. Футбольную карьеру начинал в 2002 году в тверском «Ратмире». В 2003 году выступал в ростовском СКА. Сезон 2004 года начал в казанском «Рубине», в составе которого дебютировал в Премьер-лиге. Вторую половину сезона провёл в хабаровской «СКА-Энергии». В 2005 году и первой половине 2006 года был игроком «Томи», в которой сыграл два матча в чемпионате. Летом 2006 года перешёл в стерлитамакский «Содовик». В 2007 году играл в «КАМАЗе» и иркутской «Звезде», в 2008—2012 годах — калининградской «Балтике».